# Robin Thomas (mathématicien)
Pour les articles homonymes, voir Thomas.
Robin Thomas est un mathématicien tchèque né le 22 août 1962 et mort le 26 mars 2020 travaillant dans le domaine de la théorie des graphes à l'Institut de technologie de Géorgie.

## Biographie
Robin Thomas a obtenu son doctorat en 1985 de l'université Charles de Prague, en Tchécoslovaquie (aujourd'hui la République tchèque), sous la supervision de Jaroslav Nešetřil. Il a rejoint le corps professoral de Georgia Tech en 1989, et y est professeur.
Robin Thomas a prouvé, en 2005, avec Paul Seymour, Maria Chudnovsky et Neil Robertson, le théorème des graphes parfaits qui est au début une conjecture de Claude Berge. Avec Seymour, Robertson et Daniel P. Sanders (en), il présente aussi un programme visant à simplifier le théorème des quatre couleurs. Avec Robertson et Seymour, il avait donné des critères complets permettant de déterminer si un graphe sans liens (c'est-à-dire tel que le nombre de liaisons de deux cycles quelconques du graphe plongé est nul – il dispose alors d'un « plongement plat ») peut être plongé dans un espace tridimensionnel.

## Récompenses
Robin Thomas a reçu le prix Fulkerson pour les documents en circulation dans les mathématiques discrètes deux fois, en 1994 en tant que coauteur d'un article sur la conjecture de Hadwiger et en 2009 pour la preuve du théorème des graphes parfaits.
En 2011, il a reçu le Karel Janeček (cs) Foundation Neuron Prize pour l'ensemble des réalisations en mathématiques.